# Jozef Dobbelaere
Jozef Dobbelaere (Koolkerke, 14 maart 1912 - Brugge, 9 december 1965) was burgemeester van de Belgische gemeente Koolkerke van 1953 tot 1965.

## Levensloop
Jozef Dobbelaere was landbouwer.
Hij was de zoon van Hendrik Dobbelaere en Stefanie Cools. Hij trouwde met Agnes Missault.

## Burgemeester
Toen in oktober 1952 gemeenteraadsverkiezingen werden gehouden, haalde Dobbelaere dubbel zoveel stemmen als de zittende burgemeester Firmin Pacqué en op grond hiervan eiste hij het burgemeesterschap op. Bij koninklijk besluit van 10 februari 1953 werd hij benoemd. Zijn installatie werd met veel luister gevierd.
Hoezeer het ook was gebleken dat hij populair was, hij kon niet het gezag verwerven om de eenheid in zijn groep te bewaren. Er was weldra strijd tussen zijn aanhangers en die van schepen Storme.
Een van de gevolgen was dat weinig initiatieven werden genomen. De gemeente vertoonde achterstand in vergelijking met buurgemeenten. Er was onvoldoende openbare verlichting, aanleg van riolering liet op zich wachten, er was geen urbanisatieplan. De roddels deden de ronde dat de burgemeester aan de drank was en zijn boerderij verwaarloosde.
Bij de verkiezingen van oktober 1964 kwamen verschillende lijsten op. Twee lijsten hadden elk vier verkozenen en Dobbelaere bleef als enige verkozene van zijn lijst over. Door samen te gaan met een van de twee andere lijsten, die van de CVP, kon hij zijn burgemeesterszetel behouden. Hij werd dus opnieuw tot burgemeester benoemd, maar overleed nog datzelfde jaar. Hij was amper 53. Hij werd opgevolgd door zijn schepen Maurice De Grande.